# Rupel (riu)
El Rupel és un riu de Bèlgica que s'origina a partir de la confluència dels rius Dijle, del Zenne i del Nete a Rumst. Es desemboca a l'Escalda a Rupelmonde. El riu segueix la marea que condueix a grans variacions de nivell, dues vegades al dia. Va donar el seu nom al rupelià, un estatge de l'oligocè. Els municipis regats pel riu són Rumst, Niel, Ruisbroek, Boom i Rupelmonde.
El riu fa part de la xarxa de les vies navegables de Bèlgica però avui només l'utilitzen les embarcacions que volen atènyer Mechelen o Lovaina pel Canal Leuven-Dijle que comença al Zennegat o les que volen atènyer el Canal Albert via el Netekanaal. Paral·lelament amb el Rupel hi ha durant 7 km el Canal Brussel·les-Escalda utilitzat pel trànsit cap a Brussel·les i el canal Brussel·les-Charleroi.
Les terres argiloses dels marges del riu van atreure moltes bòbiles. Des de l'edat mitjana fins al mig del segle xx era una regió força industrialitzada. Moltes van tancar i deixar un paisatge lunar per a les excavacions d'argila. Si no es van transformar en abocador, la vegetació les envaeix a poc a poc i crea paisatges interessants per a la flora i la fauna.

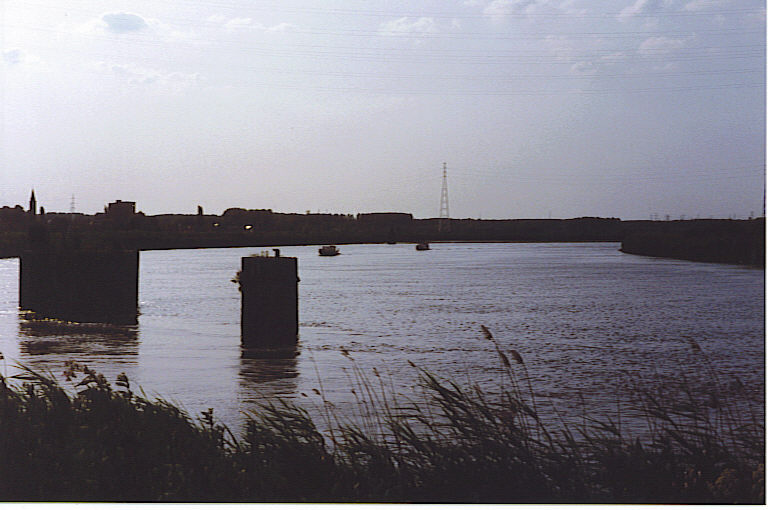
El Rupel prop de Wintam
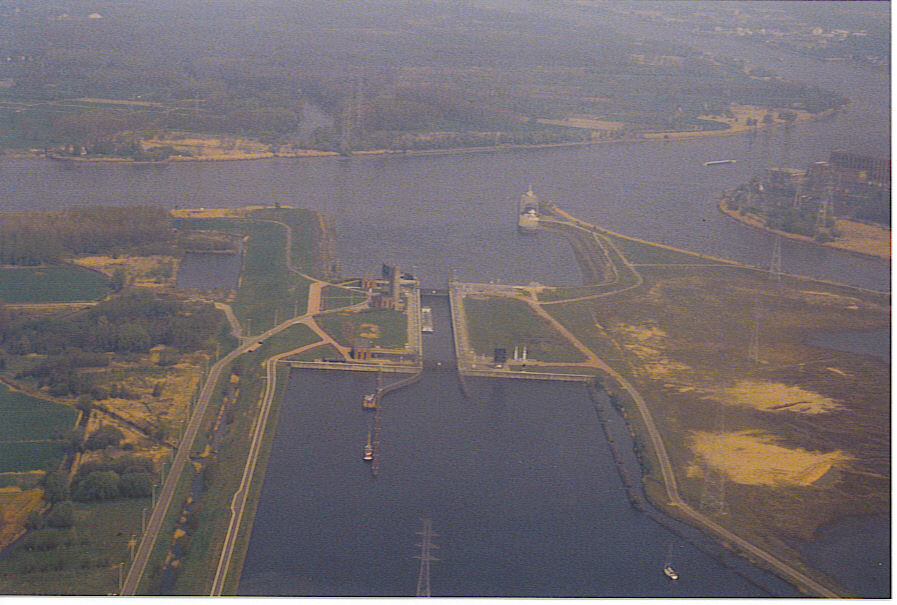
Boca del Rupel i el Canal Brussel·les-Escalda a Wintam
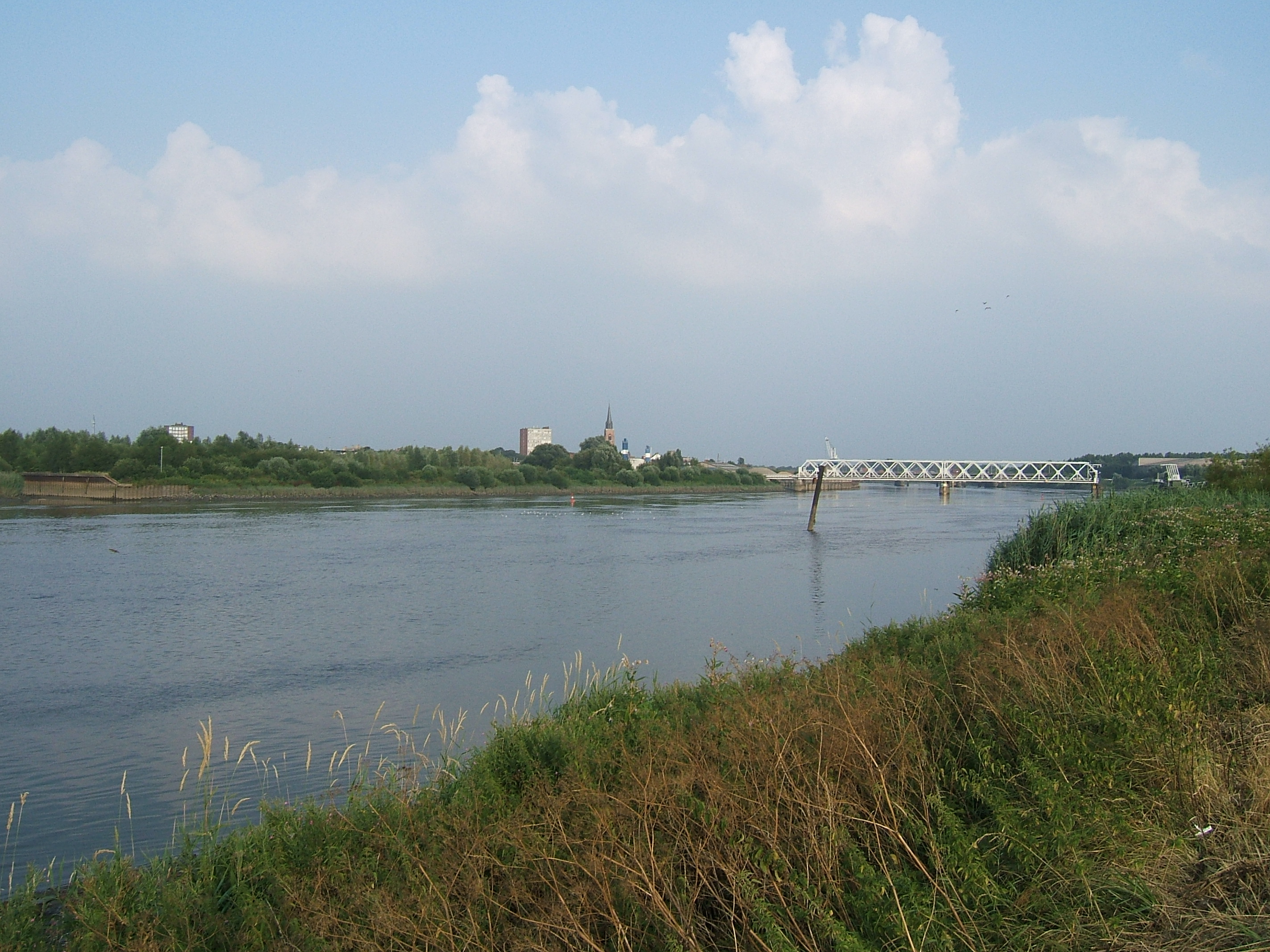
El Rupel entre Niel i Boom